# Close Combat (jeu vidéo)
Close Combat est un jeu vidéo de tactique en temps réel développé par Atomic Games et édité par Microsoft, sorti en 1996 sur Windows et Mac. Il est le premier volet de la série Close Combat. Il se déroule pendant la Seconde Guerre mondiale et simule le débarquement en Normandie. Avec 200 000 copies vendues d'après un de ses concepteurs, soit dix fois plus que les précédents titres du studio, Close Combat est un succès commercial.

## Système de jeu
Close Combat est un wargame tactique en temps réel inspiré du jeu de guerre Squad Leader,. Il se déroule pendant le débarquement de Normandie de la Seconde Guerre mondiale et qui retrace les affrontements entre des bataillons d’infanterie allemande et américaine. Il propose plusieurs modes de jeu. Un mode didactique permet d’abord au joueur de se familiariser avec son système de jeu et ses différentes options. Toujours en solo, il permet également de jouer l’intégralité de la campagne du jeu ou l’une des quarante missions proposées, avec les américains ou les allemands. Dans la campagne, l’objectif des Américains est d’atteindre Saint-Lo en moins de six semaines alors que celui des Allemands est au contraire de ralentir la progression de l’ennemi. La campagne est composée de différentes missions, chaque victoire ou défaite permettant au joueur de prendre de l’avance ou du retard sur la réalisation de son objectif global. Lors des missions, les troupes du joueur évoluent dans différents types d’environnements, à commencer par les plages du débarquement puis des champs, des haies et les faubourgs de Saint-Lo. Le terrain ne prend en revanche pas en compte le relief avec des champs de batailles plats et des bâtiments ne comportant jamais plus d’un étage. D’une mission à l’autre, le joueur conserve les soldats qui survivent. Ces derniers peuvent ainsi gagner de l’expérience et des médailles, mais aussi souffrir de blessures ou de handicaps. Chaque soldat possède des caractéristiques qui lui sont propres, dont son expérience du combat et du tir, son leadership, son moral et son courage. Chacun d’eux agit de manière indépendante en fonction des ordres donnés par le joueur, de ses caractéristiques et de la situation. Plusieurs types d’unités d’infanterie sont disponibles dans le jeu : fantassin léger et lourd, opérateur de mortier, peloton de reconnaissance, tireur d’élite, servant de canons et troupes anti-char. Dans les combats, ils peuvent s’appuyer sur différents véhicules allant de l'autochenille au char d'assaut et au canon. Le joueur contrôle ses unités à la souris. En cliquant sur l’une d’elles il fait apparaitre un menu déroulant qui lui propose les différentes actions possibles comme faire feu, envoyer des fumigènes, effectuer un mouvement offensif, se dissimuler ou se mettre en position défensive. Suivant l’arme de l’unité, sa puissance et sa portée, le joueur peut lui demander de faire feu directement sur un ennemi visible, ou grâce à un tir indirect de mortier ou de canon si sa position n’est pas connue.

## Développement
Close Combat est développé par le studio Atomic Games. Le projet, initialement connu sous le nom de code « projet X », est initié alors que le studio collabore encore avec Three-Sixty Pacific qui édite V for Victory: Utah Beach et ses suites entre 1991 et 1993. Après la faillite de l’éditeur, Atomic Games continue de s’appuyer sur le moteur de jeu de V for Victory pour développer une nouvelle série de wargames, baptisé World at War, qui sont publiés par Avalon Hill. Dans le cadre de cette collaboration, Avalon Hill leur propose de travailler sur une version informatique de leur jeu de guerre Advanced Squad Leader et Atomic Games leur présente alors le « projet X », bien que celui-ci n’ait pas grand-chose à voir avec celui-ci. L’éditeur se montre cependant intéressé par le projet et les deux sociétés signent finalement un contrat pour le développement et la publication d’un nouveau titre, alors baptisé Beyond Squad Leader pour conserver la filiation avec Squad Leader tout en mettant en avant leurs différences. Le jeu n’est finalement pas édité par Avalon Hill et c’est Microsoft qui, après avoir contacté le studio, le publie en 1996 sur PC et sur Macintosh. Avec 200 000 copies vendues, soit plus que les ventes cumulés des sept précédents jeux du studio, celui-ci est un succès sans précédent  pour Atomic Games,.

## Accueil
| Close Combat          |      |       |
| Média                 | Nat. | Notes |
| Computer Gaming World | US   | 3.5/5 |
| GameSpot              | US   | 91 %  |
| Gen4                  | FR   | 3/5   |
| Joystick              | FR   | 91 %  |
| PC Team               | FR   | 95 %  |

## Postérité
Close Combat bénéficie de quatre suites développées par Atomic Games et qui s’appuient sur le même moteur de jeu. Les deux premières, Close Combat : Un pont trop loin (1997) et Close Combat III : Le Front russe (1998) sont publiées par Microsoft et retracent respectivement l’opération Market Garden et les opérations sur le front de l’Est de la Seconde Guerre mondiale. Les suivantes, Close Combat IV : La Bataille des Ardennes (1999) et Close Combat : Invasion Normandie (2000), sont publiées par Strategic Simulations et simulent respectivement la bataille des Ardennes et la bataille de Normandie. Après les cinq jeux de la série originale, Atomic Games développe notamment un logiciel de combat basé sur le moteur de Close Combat pour le compte de l’United States Navy, destiné à entrainer les soldats aux manœuvres tactiques. Baptisé Close Combat: Marines, celui-ci est publié en 2004. En 2005, Atomic Games est racheté par la société Destineer qui développe un jeu de tir à la première personne basé sur Close Combat, qui est publié par 2K Games en 2005 sous le titre Close Combat: First to Fight. En 2007, la licence Close Combat est acquise par Matrix Games qui publie dans les années suivantes des remakes de plusieurs jeux de la série originale, avant de publier des titres inédits à partir de 2010.